# Eggardsnäs sätesgård

Karta över ruinresterna dokumenterade 1990.

Eggardsnäs sätesgård var ett herresäte beläget vid norra delen av Eknäset i Halla socken i Södermanland. 
Eggardsnäs byggdes i början av 1300-talet och var troligen bara bebott mellan 1330 och 1350. Godset ägdes av riddaren Eggard van Kyren, som gifte sig med den Heliga Birgittas och Ulf Gudmarssons dotter Katarina. 
Sedan 1816 finns de medeltida bebyggelselämningarna dokumenterade. 